# Anklam
Anklam là một đô thị trong huyện Vorpommern-Greifswald (trước thuộc huyện Ostvorpommern), bang Mecklenburg-Vorpommern, miền bắc nước Đức.

## Thành phố kết nghĩa
- Burlöv, Thụy Điển
- Limbaži, Latvia
- Heide, Đức
- Ustka, Ba Lan